# Otto II z Montferratu
Otto II z Montferratu (ur. ok. 1015, zm. 20 listopada 1084) – margrabia Montferratu od 1042.
Był synem Wilhelma III, margrabiego Montferratu. Objął rządy po śmierci ojca w 1042 roku, do 1044 lub 1045 jego koregentem był młodszy brat Henryk. Ożenił się z Konstancją, córką Amadeusza II Sabaudzkiego. Jego synami byli:
- Wilhelm IV został kolejnym margrabią Montferratu,
- Henryk dał początek dynastii margrabiów Occimiano.